# Фердинанд Порше
Фѐрдинанд По̀рше (на немски: Ferdinand Porsche) е сред най-видните автомобилни конструктори на 20 век.
Роден е на 3 септември 1875 г. в градчето Маферсдорф, днес Вратиславице над Нисоу, квартал на Либерец, Чехия, в семейство на судетски немци. Баща му Антон Порше е майстор-тенекеджия. Родният дом на Порше днес не съществува.
Антон Порше не одобрявал опитите на сина си с електричество. На него му бил нужен наследник в тенекеджийската фирма. Едва след като младият Фердинанд сам сглобил динамо, което изработвало достатъчно електроенергия за осветяване на дома им, бащата склонил той да посещава вечерните курсове на либерецкия техникум, докато през деня помагал в работилницата на баща си. Фердинанд завършил техникума на 19-годишна възраст.
Талантът на Фердинанд Порше е забелязан от собственика на местната фабрика за килими барон фон Гинцки (von Ginzkey) и той го препоръчва на електротехническата компания Béla Egger във Виена. Започнал работа в отдела за подобрения и опити, като постепенно е повишен до негов ръководител. Там той създава електрическо „мотор-колело“, за което получава първия си патент. По същото време задочно посещава Виенския технически университет, но след изслушването на някои теоретични курсове там, той така и не получава висше инженерно образование. След 4-годишна работа в Béla Egger, през 1899 г. Порше се мести във фабриката на придворния майстор на файтони Лудвиг Лонер (Ludwig Lohner), където (съвместно с Лонер) създава първия в света хибриден автомобил – колата Lohner-Porsche, с който за пръв път в историята става възможно да се надхвърли скоростта от 80 km/h. За друга кола, състезателен автомобил с два електродвигателя с мощност 2,5 конски сили, получава голямата награда на изложението в Париж през 1900 г.
Жени се през 1903 г. и заедно със съпругата си се завръщат във Вратиславице на автомобила с комбиниран двигател. Още през 1906 г. е избран за директор на виенския филиал на фирмата Daimler. Под негово ръководство се създават моделите Prinz-Heinrich, Sascha, ADM и ADR.
За разработка на военна техника (машини с хибридни силови установки, двигатели за дирижабли и самолети) през годините на Първата световна война, Порше е удостоен с титлата професор на Виенския технически университет, без да има висше образование, и е награден от император Франц Йосиф I с „Кръст за заслуги“.
От 1923 до 1928 г. заема длъжността главен инженер в щутгартската компания Daimler-Benz AG, оглавявайки отдел за разработка на състезателен автомобил с двулитров бензинов двигател.
Най-знаменитите модели на Mercedes-Benz, построени под ръководството на Фердинанд Порше, стават спортните модели S и SS.
В съвместна работа с Auto Union Порше конструира и серията легендарни състезателни коли „Auto Union Typ A/B/C/D (наричани „Сребърни стрели“) с първоначалното име „P-Wagen“ („Порше-коли“), които се оказват изключително успешни.
На 6 март 1931 г. в Щутгарт се открива конструкторско бюро „Porsche“, занимаващо се с конструирането на всякакъв вид двигатели с вътрешно горене.
Скоро след това, по заявка на фирмата Zündapp са построени три автомобила марка „Volksauto“, които стават прототип на легендарния Volkswagen Käfer („Бръмбар“, в България известен повече като „Костенурка“). Разработката е довършена малко преди Втората Световна война – през 1938 г., и скоро след войната хиляди коли с марката VW тръгват по пътищата на Германия. В различни модификации Бръмбарът продължава да се произвежда в Европа до 1990 г., като само тук са продадени общо около 6 млн. коли. Наред с това милиони коли са произведени и в Бразилия, САЩ, Белгия, Мексико, ЮАР и Нигерия. Историците и биографите на Порше са единодушни: ако той бе създал само този автомобил, и тогава името му щеше да бъде на почетно място в историята на автомобилната индустрия.
По време на Втората световна война бюро „Porsche“ създава всъдеходи и амфибии на базата на „Бръмбара“, тежкия танк „Кралски тигър“, самоходното оръдие „Фердинанд“ и 190-тонния свръхтежък танк Maus.
В края на 1943 г., при въздушните атаки на съюзниците, е унищожен целият архив на бюрото. На следващата година, заедно с останалите от разработките му документи, Порше се премества в австрийското градче Гмюнд, в сградата на местното лесничейство. Именно тук Фердинанд Порше и неговия 36-годишен син и сътрудник Фери Порше (Ferdinand „Ferry“ Anton Ernst Porsche), посрещат края на войната.
През декември 1945 г. бащата и синът са арестувани по дело, повдигнато от френското правосъдно министерство. Фердинанд Порше прекарва почти 20 месеца в затвора, докато синът му е освободен през март 1946 г. Чак на 1 април 1947 г. са снети обвиненията срещу семейството. Останала е обаче мярка „подписка“ и забрана да напускат територията на Франция още една година.
Тези обстоятелства сериозно увреждат здравето на Порше, като той решава да напусне поста в конструкторското бюро и се ограничава само до консултации с Фери и заместниците му.
След освобождението на Австрия правителството налага запор на всички германски активи и имущество, в това число и капитала на бюро „Porsche“. Налага се спешно да се търси кредитиране. Решение да спонсорират компанията взимат двама швейцарски бизнесмени – Бланк и фон Ценгер, притежатели на рекламна компания.
Връщането на бюрото в Германия става през 1949 – 1950 г., като за седалище на фирмата отново е избран районът на Щутгарт. Фердинанд Порше не се радва дълго на завръщането си в Германия. Той умира на 30 януари 1951 година от инсулт.
Синът му Фери Порше поема изцяло управлението и развитието на семейната фирма, превръщайки бюрото Porsche на неговия баща в компания по производство на автомобили. Компанията Porsche и до днес продължава да произвежда световно известни състезателни автомобили, в това число модела Porsche 911 от 1963 г.